# Bar/None Records
Bar/None Records est un label de musique indépendant américain basé près de Hoboken, New Jersey. Le label a été fondé début 1986 par Tom Prendergast.

## Artistes
Les artistes passés et présents sous ce label comprennent :
- American Song-Poem Anthology
- Architecture in Helsinki
- Eszter Balint
- Otis Ball
- Luka Bloom
- Adrian Borland
- Birdie Busch
- Burnside Project
- Vinicius Cantuaria
- Alex Chilton
- Chocolate U.S.A.
- Edwyn Collins
- The Songs Of Elvis Costello
- Diego Cortez
- Evan Dando
- Brian Dewan
- The Divine Comedy
- Disco Inferno
- DJ Spooky
- Drink Me
- Bill Drummond
- The Embarrassment
- Esquivel
- The Glands
- Glass Eye
- Greenhouse 27
- Petra Haden
- Harvest Ministers
- Juliana Hatfield
- Richard Hawley
- Health & Happiness Show
- Michael Hearst
- Hem
- Instant Living
- Jenifer Jackson
- Kate Jacobs
- Mason Jennings
- Freedy Johnston
- Joy Zipper
- The Langley Schools Music Project
- Arto Lindsay
- Lonesome Val
- Lotus Lounge
- Lullaby for the Working Class
- Mad Happy
- Hannah Marcus
- Chris Mars
- Mary Lee's Corvette
- Mayday
- Kathy Mccarty
- Mendoza Line
- Mensclub
- Miracle Room
- Mono Puff
- Country Dick Montana
- Mosquitos
- Mundo Civilizado
- Noon Chill
- Of Montreal
- Oppenheimer
- Puffy AmiYumi
- The Sharp Things
- Shirk Circus
- The Slip
- The Spinto Band
- The Subtle Body
- They Might Be Giants
- Trachtenburg Family Slideshow Players
- Trembling Blue Stars
- Tonic
- Why Compare
- Yo La Tengo